# Cs. Horváth Tibor
Cs. Horváth Tibor (Budapest, 1925. szeptember 18. – Budapest, 1993. június 12.) képregény-forgatókönyvíró. Az 1950-es évektől a rendszerváltásig meghatározó alakja a magyar képregénynek, az úgynevezett adaptációs iskola kialakítója. Számtalan forgatókönyvet írt klasszikus és népszerű irodalmi művek alapján olyan rajzolóknak, mint Zórád Ernő, Korcsmáros Pál, Sebők Imre, Gugi Sándor, Dargay Attila és Fazekas Attila.

## Pályafutása
Horváth Tibor a Művelődési Minisztériumban dolgozott, amikor 1955-ben munkakapcsolatba került Gugi Sándor grafikussal. Gugi már korábban is rajzolt képregényeket, és meggyőzte Horváthot, hogy az amerikai Classics Illustrated mintájára híres regényeket készítsenek el képes történetek formájában. Mindketten úgy gondolták, hogy azzal az ürüggyel rá lehetne beszélni lapok szerkesztőit képregények megrendelésére, hogy a képregény-változat mintegy reklámozná a „valódi” irodalmi műveket, és ezzel az olvasás elterjedését szolgálná. Bár eleinte kétkedve fogadták jelentkezésüket, hamarosan elkészülhettek az első képregényeik, amelyeket Horváth írt és Gugi rajzolt. Ezek olyan lapokban jelentek meg, mint az Új Világ, a Szabadságharcos (majd Szabadság) és a Po Sztrane Szovetov.
Ahogy szaporodtak a lehetőségek, további rajzolókat is bevontak a munkába, elsőként Zórád Ernőt és Korcsmáros Pált. Zórád rajzolta meg a Pajtásnak a Winnetout, az első szóbuborékos magyar képregényt. Korcsmáros révén pedig az 1957-ben induló Füleshez is bejutott Cs. Horváth (időközben egy névazonosság kiküszöbölésére vette fel nevébe az előtagot), és innentől kezdve egészen 1990-ig folyamatosan jelentek meg munkái a rejtvényújságban. A Pajtással ugyan csak 1960-ig tartott a kapcsolat, de Cs. Horváth talált más megjelenési lehetőségeket, például a Képes Nyelvmesterben és a Lobogóban, 1959-től pedig a Népszavában, ahol eleinte Gugi, később Sebők Imre, 1974-től pedig Fazekas Attila illusztrálta a történeteit. Számos képregénye jelent meg a Magyar Ifjúságban is.
Cs. Horváth a forgatókönyvek írása mellett egyre inkább a magyar képregények menedzserévé is vált. Minden lehetőséget kihasznált arra, hogy a már létező műveket újraközöljék, akár áttördelt formában is, illetve számos külföldi megjelenést is el tudott intézni csereüzletek keretében, az úgynevezett szocialista országok lapjaiban. Utóbbi tekintetben különösen a volt NDK-ban járt sikerrel. Miután 1973-ban Zórád Ernő szakított vele (bár később még dolgoztak együtt), és saját maga írta a forgatókönyveit, Sebők Imre betegsége miatt már nem bírta a tempót, Korcsmáros Pál pedig 1975-ben meghalt, Cs. Horváth még gyakrabban nyúlt az újraközlés eszközéhez, illetve a korábban elkészült képregényeket is nem egyszer megrajzoltatta más grafikussal is, ugyanazon forgatókönyv alapján. A hetvenes évek második felétől kezdve már szinte kizárólag Fazekas Attilával és kisebb mértékben Sarlós Endrével dolgozott.
Az 1980-as években több képregényét külön füzetben is megjelentette a Füles akkori kiadója. Az igen magas példányszámnak köszönhetően ezek a mai napig viszonylag könnyen fellelhetők bolhapiacokon, képregénybörzéken.
A rendszerváltással számos korábbi megjelenési lehetőségnek vége szakadt, és az 1993-tól az új tulajdonoshoz került Fülesben nem tartottak már igényt Cs. Horváth munkájára, aki a mellőzést nem tudta elviselni, és még abban az évben öngyilkos lett.
2004 óta a Korcsmáros Pál és Sebők Imre életműsorozatban, valamint a Fekete-Fehér Képregénymúzeum különböző szerzőket bemutató köteteiben jelennek meg újra a Cs. Horváth Tibor forgatókönyvei alapján készült képregények.

## Munkamódszere
Cs. Horváth komoly irodalmi műveltséggel rendelkezett, a képregényt mindvégig elsősorban a magasabb kultúra népszerűsítő eszközeként kezelte. A kor lehetőségeihez képest jelentős gyűjteményt is felhalmozott külföldi képregényekből, ezek tanulmányozásából gyakran merített ihletet, és nem egyszer előfordult, hogy idegen ötleteket dolgozott át magyar környezetre.
Forgatókönyveit legépelte és egységekre szabdalta, amelyeket felragasztott a nagyjából megtervezett oldalakra, így a rajzolóknak többnyire a szabadon hagyott helyeket kellett kitölteniük az illusztrációkkal. Ez a módszer nem kedvezett a grafikusoknak, és ez vezetett a Zóráddal történő szakításhoz.
A nyugati képregényekhez képest viszonylag kevés párbeszédet használt, sok történést a narrátori szövegekben mesélt csak el. A forrásul szolgáló művek szelleméhez igyekezett hű maradni, ám azok hossza (és a befogadó lapok által meghatározott szűkös terjedelem) miatt gyakran kényszerült rövidítésekre, illetve az eredeti könyvhöz képest korai befejezésekre. Magát a szöveget is igen szabadon kezelte, rendszeresen írta át, rövidítette le az eredeti mondatokat, alakított át párbeszédet függő beszéddé. A külföldi klasszikusok esetében láthatóan saját maga írta a szöveget akkor is, ha létezett belőle magyar fordítás.

## Válogatott munkái
- A csendháborító (Szovoljov nyomán, rajzolta Gugi Sándor, in Fekete-Fehér Képregénymúzeum: Gugi Sándor: Válogatott művek, Míves Céh kiadó 2006; eredeti közlés Magyar Ifjúság 1958)
- A hegyormok közt nincs határkő (Nemere István nyomán, rajzolta Sarlós Endre, in Acélcápa, Windom kiadó 2007; eredeti közlés Füles 1982)
- A két koldusdiák (Mikszáth Kálmán nyomán, rajzolta Korcsmáros Pál in Papírmozi 1, Képes Kiadó 2007; eredeti közlés Füles 1972)
- A kincses sziget (Robert Louis Stevenson nyomán, rajzolta Sebők Imre, Windom kiadó 2006; eredeti közlés Népszava 1967)
- A kőszívű ember fiai (Jókai Mór nyomán, rajzolta Korcsmáros Pál, Képes Kiadó 2007; eredeti közlés Füles 1960)
- A láthatatlan ember (Gárdonyi Géza nyomán, rajzolta Korcsmáros Pál, Képes Kiadó 2006; eredeti közlés Füles 1961)
- A láthatatlan ember (H. G. Wells nyomán, rajzolta Gugi Sándor, in Fekete-Fehér Képregénymúzeum: Gugi Sándor: Válogatott művek, Míves Céh kiadó 2006; eredeti közlés Magyar Ifjúság 1957)
- A mayák kincse (Jack London nyomán, rajzolta Sebők Imre, in Fekete-Fehér Képregénymúzeum: Jack London nyomán, Míves Céh kiadó 2005; eredeti közlés Népszava 1962)
- A mexikói (Jack London nyomán, rajzolta Sebők Imre, in Fekete-Fehér Képregénymúzeum: Jack London nyomán, Míves Céh kiadó 2005; eredeti közlés Magyar Ifjúság 1959)
- A nyomorultak (Victor Hugo nyomán, rajzolta Korcsmáros Pál, Képes Kiadó 2008; eredeti közlés Füles 1957)
- A sebhelyes arcú (Herbert Ziergiebel nyomán, rajzolta Sebők Imre, Windom kiadó 2008; eredeti közlés Népszava 1963)
- A szőke ciklon (Rejtő Jenő nyomán, rajzolta Korcsmáros Pál, in Eduárd fapados képregényújság 5-8, Képes Kiadó 2006-2007; eredeti közlés Füles 1961-1962)
- Acélcápa (Nemere István nyomán, rajzolta Sarlós Endre, in Acélcápa, Windom kiadó 2007; eredeti közlés Füles 1982-1983)
- Az arany ember (Jókai Mór nyomán, rajzolta Korcsmáros Pál, Képes Kiadó 2005; eredeti közlés Füles 1962)
- Bern professzor feltámadása (Szavcsenko nyomán, rajzolta Gugi Sándor, in Fekete-Fehér Képregénymúzeum: Gugi Sándor: Válogatott művek, Míves Céh kiadó 2006; eredeti közlés Füles évkönyve 1963)
- Beszterce ostroma (Mikszáth Kálmán nyomán, rajzolta Korcsmáros Pál, Képes Kiadó 2005; eredeti közlés Füles 1959)
- Egri csillagok (Gárdonyi Géza nyomán, rajzolta Korcsmáros Pál, Képes Kiadó 2004; eredeti közlés Füles 1959)
- Egri csillagok (Gárdonyi Géza nyomán, rajzolta Korcsmáros Pál, Képes Kiadó 2006 – új, színes változat)
- Egy hirhedett kalandor (Jókai Mór nyomán, rajzolta Sebők Imre, Windom kiadó 2006; eredeti közlés Népszava 1962)
- Egy jenki Artur király udvarában (Mark Twain nyomán, rajzolta Korcsmáros Pál, in Fekete-Fehér Képregénymúzeum: Egy jenki Artur király udvarában, Míves Céh kiadó 2006; eredeti közlés Füles 1959)
- Érdekes kalandok (Jan Larri nyomán, rajzolta Gugi Sándor, in Fekete-Fehér Képregénymúzeum: Gugi Sándor: Válogatott művek, Míves Céh kiadó 2006; eredeti közlés Képes Nyelvmester 1968, orosz nyelven)
- Halálsugár (Alekszej Tolsztoj nyomán, rajzolta Sebők Imre, Windom kiadó 2007; eredeti közlés Népszava 1962)
- Mairelandi veszedelem (Imre Gábor és Bojcsuk József nyomán, rajzolta Sebők Imre, Windom kiadó 2007; eredeti közlés Népszava 1968)
- Kis híján tragédia (Vajdulák nyomán, rajzolta Korcsmáros Pál, in Fekete-Fehér Képregénymúzeum: Egy jenki Artur király udvarában, Míves Céh kiadó 2006; eredeti közlés Tollasbál 1963)
- Struccvásár (H. G. Wells nyomán, rajzolta Gugi Sándor, in Fekete-Fehér Képregénymúzeum: Gugi Sándor: Válogatott művek, Míves Céh kiadó 2006; eredeti közlés Füles évkönyve 1971)
- Szegény gazdagok (Jókai Mór nyomán, rajzolta Sebők Imre, Windom kiadó 2007; eredeti közlés Népszava 1963)
- Tragédia a messzi Északon (Jack London nyomán, rajzolta Sebők Imre, in Fekete-Fehér Képregénymúzeum: Jack London nyomán, Míves Céh kiadó 2005; eredeti közlés Füles 1975)
- Urm megszökik (Arkagyij és Borisz Sztrugackij nyomán, rajzolta Korcsmáros Pál in Papírmozi 2, Képes Kiadó 2007; eredeti közlés Füles 1963)
- Vörös és fekete (Stendhal nyomán, rajzolta Korcsmáros Pál, Képes Kiadó 2006; eredeti közlés Füles 1966)

## Egyéb
Cs. Horváth-ot megjeleníti Koska Zoltán életrajzi képregényében:
- Koska Zoltán: A nagy Csé (Szépirodalmi Figyelő Alapítvány, Budapest, 2020)